# Schizocosa minahassae
Schizocosa minahassae là một loài nhện trong họ Lycosidae.
Loài này thuộc chi Schizocosa. Schizocosa minahassae được Anna Maria Sibylla Merian miêu tả năm 1911.